# Zygonyx natalensis
Zygonyx natalensis là một loài chuồn chuồn ngô thuộc họ Libellulidae. Nó được tìm thấy ở Angola, Botswana, Cộng hòa Congo, Cộng hòa Dân chủ Congo, Bờ Biển Ngà, Ethiopia, Ghana, Guinea, Kenya, Malawi, Mozambique, Namibia, Nigeria, Nam Phi, Tanzania, Uganda, Zambia, Zimbabwe, và có thể Burundi. Môi trường sống tự nhiên của nó là các con sông.